# Wolfgang Hottenrott
Wolfgang Hottenrott (ur. 13 czerwca 1940 w Hanowerze) – niemiecki wioślarz reprezentujący RFN i Wspólną Reprezentację Niemiec, dwukrotny medalista olimpijski.

## Kariera
Wystąpił na igrzyskach olimpijskich w Tokio w 1964, gdzie w parze z Michaelem Schwanem zdobył brązowy medal w dwójkach bez sternika. W wyścigu finałowym o 5,69 sekundy wyprzedziła ich osada Kanady, a o 5,23 sekundy przegrali z osadą Holandii. Na rozgrywanych cztery lata później igrzyskach olimpijskich w Meksyku startował w ósemkach. Osada RFN w składzie: Horst Meyer, Dirk Schreyer, Rüdiger Henning, Wolfgang Hottenrott, Lutz Ulbricht, Egbert Hirschfelder, Jörg Siebert, Niko Ott, Gunther Tiersch i Roland Böse zdobyła tam złoty medal, o 0,98 sekundy wyprzedzając Australijczyków i o 2,11 sekundy osadę ZSRR. Brał też udział w igrzyskach olimpijskich w Monachium w 1972, zajmując w ósemkach piąte miejsce.
W ósemkach zdobył również złoty medal na mistrzostwach Europy w Vichy (1967). Ponadto zdobywał srebrne medale w dwójkach bez sternika na mistrzostwach Europy w Amsterdamie (1964) i czwórkach bez sternika na mistrzostwach Europy w Duisburgu (1965).
Kilkukrotnie zdobywał medale mistrzostw kraju: w dwójkach bez sternika w latach 1964 i 1965, w czwórkach bez sternika w latach 1965 i 1967 oraz ósemkach w latach 1967 i 1968.
W 1968 odznaczony Srebrnym Liściem Laurowym.